# Kellicottia
Genre
Kellicottia est  un genre de rotifères de la famille des Brachionidae.

## Description
Les espèces appartenant au genre Kellicottia sont au nombre de deux. Elles disposent d'une épine caudale au moins aussi longue que leur tronc corporel, de 4 ou 6 épines antérieures de longueurs inégales, et d'une lorica — la cuticule épidermique, plus ou moins transparente, qui protège leur corps — hérissée d'épines et constituée de deux parties soudées latéralement.

## Habitat
Les espèces du genre Kellicottia sont toutes dulcicoles : elles peuplent les cours et étendues d'eau douce.

## Taxonomie
L'espèce type du genre Kellicottia, Kellicottia longispina, a d'abord été associée au genre Anuraea par David Simons Kellicott (1879), le protozoologiste et entomologiste américain du nom duquel dérive le terme taxonomique Kellicottia. Puis elle a été déplacée dans le genre Notholca (Hudson & Gosse (1886), Harring (1913)). Le nouveau taxon Kellicottia a été proposé en 1918 par le zoologiste américain Elbert Halvor Ahlstrom (es).

## Liste d'espèces
Selon Catalogue of Life (17 août 2017) :
- Kellicottia bostoniensis (Rousselet 1908) ;
- Kellicottia longispina (Kellicott 1879).

Selon ITIS (17 août 2017) :
- Kellicottia bostoniensis (Rousselet, 1908) ;
- Kellicottia longispina Kellicott, 1879).

Selon NCBI (17 août 2017) :
- Kellicottia bostoniensis.

Selon World Register of Marine Species (17 août 2017) :
- Kellicottia bostoniensis (Rousselet, 1908) ;
- Kellicottia longispina (Kellicott, 1879).